# Wire (software)
Wire is een open-source multiplatform-berichtendienst voor smartphones en computers. De app is ontworpen en gemaakt door Wire Swiss en uitgebracht op 3 december 2014. Het maakt gebruik van een internetverbinding om zo met elkaar te chatten, bellen en onder meer foto's, geluids- en video-opnamen en bestanden met elkaar te delen. Om te registreren moet men eerst een telefoonnummer opgeven.
Veel werknemers van Wire Swiss GmbH werkten voorheen met Skype en Skype's mede-oprichter Janus Friis steunt het project.

## Geschiedenis
Wire Swiss lanceerde Wire op 3 december 2014. In augustus 2015 voegde het bedrijf groepsgesprekken toe aan hun app. In maart 2016 werd end-to-end encryptie evenals videogesprekken toegevoegd. Wire Swiss GmbH heeft de broncode van de app in juli 2016 vrijgegeven onder de GPLv3 licentie.

## Beveiliging
Sinds maart 2016 worden berichten, verzonden met Wire, beveiligd met behulp van end-to-end encryptie door middel van Proteus, een protocol gebaseerd op het Signal Protocol. Spraakgesprekken worden versleuteld door middel van DTLS en SRTP en videogesprekken met RTP. Daarnaast wordt communicatie met de server versleuteld door middel van TLS.